# TBC Bank
Die TBC Bank (georgisch თიბისი ბანკი) ist eine georgische Bank mit Sitz in Tiflis, Georgien und ist eine der größten Banken des Landes. Der heutige offizielle Name leitet sich von der Bezeichnung Tbilisi Business Centre (deutsch Tiflis Geschäftszentrum) ab, die bei der Gründung 1992 verwendet wurde. Die Bank ist an der London Stock Exchange gelistet und im FTSE 250 vertreten.

## Geschichte
Die Bank wurde 1992 nach der Unabhängigkeit Georgiens von der Sowjetunion 1992 von Mamuka Khazaradze, Badri Japaridze und anderen georgischen Partnern als Tbilisi Business Centre mit einer Einlage von 500 USD gegründet, dem Minimum für die Gründung einer Bank in Georgien in den 1990ern. Die Banklizenz wurde von der Nationalbank Georgiens am 20. Jänner 1993 gewährt.
1995 hatte die Bank eine Zweigstelle und 29 Mitarbeiter. Im Jänner 1996 wurde Vakhtang Butskhrikidze Geschäftsführer der TBC Bank, die er seitdem innehat. Im selben Jahr begann die TBC Bank ihre Tätigkeit als Finanzdienstleister für klein- und mittelständische Betriebe in Georgien, mithilfe eines Kredits der Europäischen Bank für Wiederaufbau und Entwicklung (EBRD), mit einem Betrag von drei Millionen US-Dollar. 1997 gab die TBC Bank ihre erste Debitkarte heraus und erhielt einen Kredit in der Höhe von einer Million US-Dollar von der Weltbank. 1998 erhielt die TBC Bank weitere Kredite von der Internationalen Finanz-Corporation (IFC), EBRD und Deutschen Investitions- und Entwicklungsgesellschaft (DEG).
Im Jahr 2000 erhielt die TBC Bank als erstes georgisches Unternehmen ein internationales Rating von Thompson Financial Bankwatch. In den darauffolgenden Jahren betätigte sich die TBC Bank im Aufbau von Pensionsversicherungsgesellschaften, weitere Kredite von IFC, EBRD und DEG folgten, um etwa die Expansion in den Osten des Landes, wie etwa der Eröffnung einer Zweigstelle in Telawi im Jahr 2002. 2004 wurde die TBC Leasing gegründet, an der neben der TBC Bank die EBRD bis heute mit 10,5 Prozent beteiligt ist. Weitere Expansionen in Georgien folgten in Batumi (2004). Nachdem Fitch Ratings 2005 das Rating der TBC Bank von „CCC+“ auf „B-“ erhöhte, stiegen auch die ausländischen Investitionen in den folgenden Jahren an. 2006 gewährte die Citibank ein Darlehen von 35 Millionen US-Dollar, der bis dahin größten ausländischen Investitionen in Georgien. Weitere Darlehen von EBRD und der niederländischen Entwicklungsbank FMO folgten im selben Jahr.
2008 eröffnete die Bank 23 neue Zweigstellen in Georgien und lukrierte 206 Millionen US-Dollar an ausländischen Investitionen, 2009 beteiligten sich EBRD, FMO, JP Morgan und die Ashmore Group an der TBC Bank. Weitere Beteiligungen folgten in den nächsten Jahren, 2014 folgte schließlich der Börsengang an der London Stock Exchange mit einem Marktwert von 640 Millionen US-Dollar. Der Börsengang war auch davon motiviert, sich weniger abhängig von der russischen Wirtschaft zu machen, deren Einfluss nach dem Kaukasuskrieg 2008 als kritisch für das weitere Wachstum der Bank gesehen wurde. Zum Zeitpunkt des Börsengangs hatte die TBC Bank 113 Zweigstellen und 970.000 Geschäftskunden.
2019 veröffentlichte die TBC Bank, dass die georgische Nationalbank und georgische Staatsanwaltschaft potenziell illegale Transaktionen aus 2008 und 2009 untersuchen würden. Die Vorwürfe der Geldwäsche richteten sich spezifisch gegen Mamuka Khazaradze und Badri Japaridze. Die Nationalbank verfügte eine Geldstrafe von einer Million Georgischer Lari. Khazaradze bezeichnete die Vorwürfe als politisch motiviert und gründete einige Monate später die Partei Lelo für Georgien. Transparency International Georgien zitierte einen Bericht der australischen Anwältin Pauline David vom Mai 2020, der ebenfalls keine Anhaltspunkte für Geldwäsche bei der TBC Bank sah.